# Chaloenus marginipennis
Chaloenus marginipennis es un coleóptero de la familia Chrysomelidae.
Fue descrita científicamente en 1943 por Bryant.